# Spiniabdomina flava
Spiniabdomina flava är en tvåvingeart som beskrevs av Shi, Y 1991. Spiniabdomina flava ingår i släktet Spiniabdomina och familjen parasitflugor.
Artens utbredningsområde är Nei Mongol (Kina). Inga underarter finns listade i Catalogue of Life.